# Dans la brousse
Dans la brousse és una pel·lícula muda francesa escrita i dirigida per Louis Feuillade i estrenada el 20 de març de 1912.

## Repartiment
- Renée Carl
- Joë Hamman : Jean Lestrac, le colon
- Gaston Modot
- René Sablon
- Vesta Harold
- Edmond Bréon